# Strada europea E442
La E442 è una strada europea che collega Karlovy Vary a Žilina.

## Percorso
La E442 è definita con i seguenti capisaldi di itinerario: "Karlovy Vary - Teplice - Turnov - Hradec Králové - Olomouc - Žilina".